# Dampierre (Jura)
Dampierre es una comuna nueva francesa situada en el departamento de Jura, de la región de Borgoña-Franco Condado.

## Historia
El 1 de enero de 2019 pasó a ser una comuna nueva al absorber la comuna de Le Petit-Mercey.

## Demografía
Según los datos aportados en la resolución del prefecto de Jura, la comuna nueva se crea con 1271 habitantes.

## Composición
| Comuna fusionada | Código INSEE | Población   | Superficie (km²) | Densidad (hab./km²) |
| ---------------- | ------------ | ----------- | ---------------- | ------------------- |
| Dampierre        | 39190        | 1153 (2014) | 6.99             | 165                 |
| Le Petit-Mercey  | 39414        | 118 (2016)  | 2.49             | 47                  |